# Treća bojna HVO Sarajevo
Treća bojna HVO brigade “Kralj Tvrtko” Sarajevo formirana je u svibnju mjesecu prve ratne godine u BiH. U sastav bojne ušli su bojovnici koji su do tada bili angažirani u raznim vojnim, poluvojnim i policijskim postrojbama u Sarajevu, a opravdanost osnivanja bojne u potpunosti su potvrdila naknadna ratna zbivanja. Ustrojavanjem četiri pješačke bojne (Prva bojna Stup-Ilidža, Druga bojna HVO Novi grad, Treća bojna Novo Sarajevo i Četvrta bojna HVO Centar-Stari grad), te pratećih postrojbi, zaokružen je, nakon višemjesečnog planiranja, proces formiranja HVO brigade “Kralj Tvrtko” Sarajevo. Time je ispoštovana prvotno definirana ustrojbena koncepcija: ustrojavanje po teritorijalnom principu, pa okrupnjivanje postrojbe.  U povjesnici brigade kao nadnevak formiranja ostat će svibanj 1992